# Panamerikamesterskabet i håndbold 2018 (mænd)
Panamerikamesterskabet i håndbold for mænd 2018 var det 18. panamerikamesterskab i håndbold for mandlige landshold gennem tiden, og slutrunden med deltagelse af tolv hold blev afviklet i arenaen Inussivik i Nuuk, Grønland i perioden 16. - 24. juni 2018. Grønland var vært for mesterskabet for første gang.
Mesterskabet blev vundet af Argentina, som i finalen besejrede de forsvarende mestre fra Brasilien med 29-24, og som dermed vandt panamerikamesterskabet for syvende gang. Bronzemedaljerne gik til Chile, der efter forlænget spilletid vandt 39-36 over værtslandet Grønland i bronzekampen. Det var femte gang i træk, at medaljerne ved mesterskabet blev fordelt mellem de tre lande.
Ud over titlen som panamerikamester spillede holdende endvidere om tre ledige pladser ved VM i håndbold 2019 i Danmark og Tyskland, og de tre VM-pladser gik til Argentina, Brasilien og Chile.

## Slutrunde

### Hold
Slutrunden havde deltagelse af 11 hold, men oprindeligt havde nedenstående tolv hold kvalificeret sig til mesterskabet.
- Værtslandet var automatisk kvalificeret:
  -  Grønland
- De tre bedste hold fra Panamerikamesterskabet 2016:
  -  Brasilien
  -  Chile
  -  Argentina
- Fire hold fra Sydamerika:
  -  Uruguay
  -  Colombia
  -  Paraguay
  -  Peru
- De tre bedste hold fra NorCa-turneringen 2018:
  -  Cuba
  -  Canada
  -  Puerto Rico
- Vinderen af håndboldturneringen ved de Mellemamerikanske Lege 2017:
  -  Guatemala

Lodtrækningen til gruppeinddelingen i den indledende runde blev foretaget den 14. april 2018 i hovedkvarteret for Argentinas Olympiske Komite i Buenos Aires og resulterede i følgende grupper.
| Gruppe A    |
| ----------- |
| Chile       |
| Argentina   |
| Cuba        |
| Puerto Rico |
| Guatemala   |
| Peru        |

| Gruppe B  |
| --------- |
| Brasilien |
| Uruguay   |
| Grønland  |
| Canada    |
| Colombia  |
| Paraguay  |

### Indledende runde
I hver gruppe spillede holdene en enkeltturnering alle-mod-alle, og de to bedste hold i hver gruppe gik videre til semifinalerne.

#### Gruppe A
| Dato     | Kl.   | Kamp                    | Res.  | Pause |
| -------- | ----- | ----------------------- | ----- | ----- |
| 16. juni | 14:00 | Argentina - Peru        | 48–80 | 24-40 |
| 16. juni | 18:00 | Chile - Puerto Rico     | 33–26 | 18-14 |
| 17. juni | 14:00 | Puerto Rico - Argentina | 18–42 | 11-23 |
| 17. juni | 18:00 | Guatemala - Chile       | 14–39 | 17-17 |
| 18. juni | 14:00 | Puerto Rico - Guatemala | 32–21 | 14-10 |
| 18. juni | 18:00 | Chile - Peru            | 36–13 | 18-61 |
| 20. juni | 10:00 | Argentina - Guatemala   | 54–10 | 29-40 |
| 20. juni | 14:00 | Peru - Puerto Rico      | 25–30 | 13-16 |
| 21. juni | 10:00 | Guatemala - Peru        | 31–26 | 16-10 |
| 21. juni | 18:00 | Chile - Argentina       | 18–24 | 19-10 |

| Hold        | Kampe        | Mål          | Point        |
| ----------- | ------------ | ------------ | ------------ |
| Argentina   | 4            | 168-541      | 8            |
| Chile       | 4            | 126-771      | 6            |
| Puerto Rico | 4            | 1106-1210    | 4            |
| Guatemala   | 4            | 1176-1510    | 2            |
| Peru        | 4            | 172-145      | 0            |
| Cuba        | Meldte afbud | Meldte afbud | Meldte afbud |

#### Gruppe B
| Dato     | Kl.   | Kamp                 | Res.  | Pause |
| -------- | ----- | -------------------- | ----- | ----- |
| 16. juni | 12:00 | Uruguay - Paraguay   | 34–25 | 18-12 |
| 16. juni | 16:00 | Brasilien - Canada   | 42–13 | 21-61 |
| 16. juni | 20:30 | Grønland - Colombia  | 35–24 | 18-11 |
| 17. juni | 12:00 | Canada - Uruguay     | 24–26 | 18-14 |
| 17. juni | 16:00 | Colombia - Brasilien | 22–42 | 11-18 |
| 17. juni | 20:00 | Paraguay - Grønland  | 22–35 | 13-17 |
| 18. juni | 12:00 | Canada - Colombia    | 25–24 | 11-11 |
| 18. juni | 16:00 | Brasilien - Paraguay | 40–14 | 18-61 |
| 18. juni | 20:00 | Uruguay - Grønland   | 29–31 | 14-17 |
| 20. juni | 12:00 | Paraguay - Canada    | 21–25 | 19-12 |
| 20. juni | 16:00 | Uruguay - Colombia   | 26–22 | 13-12 |
| 20. juni | 20:00 | Grønland - Brasilien | 26–36 | 11-21 |
| 21. juni | 12:00 | Colombia - Paraguay  | 24–22 | 11-12 |
| 21. juni | 16:00 | Brasilien - Uruguay  | 35–21 | 20-80 |
| 21. juni | 20:00 | Grønland - Canada    | 32–20 | 15-91 |

| Hold      | Kampe | Mål       | Point |
| --------- | ----- | --------- | ----- |
| Brasilien | 5     | 195-961   | 10    |
| Grønland  | 5     | 1159-1310 | 8     |
| Uruguay   | 5     | 136-137   | 6     |
| Canada    | 5     | 107-145   | 4     |
| Colombia  | 5     | 0116-1501 | 2     |
| Paraguay  | 5     | 104-158   | 0     |

### Semifinaler og finaler
Semifinalerne havde deltagelse af de fire hold, der sluttede på første- eller andenpladserne i grupperne i den indledende runde.
| Dato        | Kl.   | Kamp                  | Res.  | Pause |
| ----------- | ----- | --------------------- | ----- | ----- |
| Semifinaler |       |                       |       |       |
| 23. juni    | 18:00 | Chile - Brasilien     | 24–32 | 11–14 |
| 23. juni    | 20:15 | Argentina - Grønland  | 39–17 | 17–81 |
| Bronzekamp  |       |                       |       |       |
| 24. juni    | 14:00 | Grønland - Chile      | 36–39 | 16–16 |
| Finale      |       |                       |       |       |
| 24. juni    | 16:00 | Argentina - Brasilien | 29–24 | 13–81 |

### Placeringskampe
Holdene, der sluttede på tredje- eller fjerdepladserne i grupperne i den indledende runde, spillede placeringskampe om 5.- til 8.-pladsen.
| Dato               | Kl.   | Kamp                    | Res.  | Pause |
| ------------------ | ----- | ----------------------- | ----- | ----- |
| Semifinaler        |       |                         |       |       |
| 23. juni           | 14:00 | Puerto Rico - Canada    | 26–30 | 14–14 |
| 23. juni           | 16:00 | Guatemala - Uruguay     | 15–36 | 17–17 |
| Kamp om 7.-pladsen |       |                         |       |       |
| 24. juni           | 10:00 | Puerto Rico - Guatemala | 32–20 | 18–10 |
| Kamp om 5.-pladsen |       |                         |       |       |
| 24. juni           | 12:00 | Canada - Uruguay        | 29–22 | 14–91 |

Holdene, der sluttede på femtepladserne i grupperne i den indledende runde, spillede placeringskamp om 9.- og 10.-pladsen, mens det sidste hold blev placeret på 11.-pladsen.
| Dato               | Kl.   | Kamp            | Res.  | Pause |
| ------------------ | ----- | --------------- | ----- | ----- |
| Kamp om 9.-pladsen |       |                 |       |       |
| 23. juni           | 12:00 | Peru - Colombia | 26–33 | 15–15 |

## Rangering
| Rank | Team        |
| ---- | ----------- |
|      | Argentina   |
|      | Brasilien   |
|      | Chile       |
| 4    | Grønland    |
| 5    | Canada      |
| 6    | Uruguay     |
| 7    | Puerto Rico |
| 8    | Guatemala   |
| 9    | Colombia    |
| 10   | Peru        |
| 11   | Paraguay    |

## Hædersbevisninger

### Priser
| Pris           | Spiller           |
| -------------- | ----------------- |
| Bedste spiller | Henrique Teixeira |
| Topscorer      | Fábio Chiuffa     |

### All star-hold
| Posistion    | Spiller            |
| ------------ | ------------------ |
| Målmand      | Isak Olsen         |
| Venstre fløj | Federico Fernández |
| Venstre back | Thiagus Petrus     |
| Playmaker    | Sebastián Simonet  |
| Højre back   | Toledo             |
| Højre fløj   | Fábio Chiuffa      |
| Stregspiller | Esteban Salinas    |

## Kvalifikation
Tekst mangler, hjælp os med at skrive teksten